# Barbudo-de-coleira
Barbudo-de-nuca-laranja ou barbudo-de-coleira (nome científico: Malacoptila semicincta) é uma espécie de ave buconídea. Classificado às vezes na ordem Galbuliformes ou na Piciformes.
Pode ser encontrada na Brasil, Bolívia e Peru. Os seus habitats naturais são: florestas de terras baixas úmidas tropicais ou subtropicais.